# Radio Luxembourg (DRM)
Radio Luxembourg (DRM) – rozgłośnia radiowa mająca z założenia być kontynuacją popowo-rockowego serwisu Radia Luxembourg nadającego uprzednio w paśmie średnio falowym na częstotliwości 1440 kHz jako 2-0-8.
W 2005 RTL podjęła decyzję o wznowieniu anglojęzycznego serwisu Radia Luxembourg w cyfrowej technice DRM w miejsce nadawanego do lat 90. XX wieku na częstotliwości 1440 kHz programu w technice modulacji AM.
Zmiana techniki emisji dała możliwość nadawania w jakości cyfrowej przez 24 godziny na dobę i co równie ważne, spoza terenu Wielkiej Brytanii, a więc pokonania wszystkich słabych stron poprzedniego programu.
Oficjalne otwarcie serwisu na częstotliwości 7145 kHz miało miejsce 12 września 2005. Przez jakiś czas serwis nadawano na 7295 kHz, ale ostatecznie cały projekt zarzucono w 2009 roku. Radio ponownie rozpoczęło nadawać w 2010 roku.
Podobnego losu nie podzielił niemieckojęzyczny serwis radia RTL który nadawany jest nadal (2007);
- cyfrowo z satelity ASTRA 1H: transponder: 97, częstotliwość: 12,3435 GHz,
- z nadajników UKF 93,3 MHz i 97,0 MHz w Luksemburgu, Zagłębiu Saary i Nadrenii-Palatynacie,
- cyfrowo w standardzie DRM na częstotliwości 6095 kHz na falach krótkich w paśmie 49 metrów,